# Площадь Лыщинского
Площадь Лыщинского — крупная одноуровневая развязка в Ленинском и Кировском районах Новосибирска, расположенная в месте соединения улиц Блюхера, Немировича-Данченко, проспекта Маркса и Октябрьского моста.

## Реконструкция
В 2019 году в рамках подготовки к молодежному чемпионату мира по хоккею с шайбой началась реконструкция площади.
В 2020 году были перенесены троллейбусные контактные сети, водопровод, ливневая канализация и освещение.
В 2021 году была перестроена конфигурация площади, установлены новые опоры освещения, по всей территории развязки уложили выравнивающий слой асфальта, также было расширено дорожное полотно.
В числе новых объектов транспортной инфраструктуры возможно появится надземный пешеходный переход над проспектом Маркса, улицами Блюхера и Немировича-Данченко, который обеспечит доступ к пешеходной зоне, ведущей к строящейся ледовой арене. Однако в 2020 году мэр Новосибирска Анатолий Локоть заявил об отмене планов по строительству перехода из-за его дороговизны, уточнив, что «по проектно-сметной документации он оценивался в 300 млн рублей». Впрочем, согласно начальнику МКУ «Управление капитального строительства» Юрию Демину вопрос о постройке сооружения всё же будет рассматриваться в 2021—2022 годах. Существуют различные мнения о целесообразности постройки надземного перехода на площади Лыщинского.

## Недостатки
На площади при движении транспорта с левого берега на правый регулярно образуются дорожные заторы из-за слияния транспортных потоков с улицы Блюхера и проспекта Карла Маркса, идуших в сторону Октябрьского моста, к которым затем добавляется транспорт с улицы Немировича-Данченко, следующий в том же направлении. Особенно затрудняется движение для автомобилей с моста на улицу Немировича-Данченко, которому препятствует поток с Блюхера/Карла Маркса на правый берег.
В своём блоге Илья Варламов отметил такие недостатки площади как большие размеры, непривлекательный внешний вид и отсутствие нормальных условий для пешеходного движения:

Её вообще сложно назвать площадью в привычном смысле — скорее, море асфальта с нелепой лужайкой в центре. Уже сейчас она вызывает боль у любого прохожего: застройка лишь с нескольких сторон, много пустоты, расстояния большие, а среда агрессивная.

## Спортивные объекты
- Сноуборд-парк «Горский»